# تپه تیغی ۱
تپه تیغی ۱ مربوط به عصر مس - دوره اشکانیان و دوره ساسانیان است و در شهرستان ازنا، بخش جاپلق، دهستان جاپلق شرقی، ۲ کیلومتری جنوب غربی روستای فرزیان واقع شده و این اثر در تاریخ ۲۲ آبان ۱۳۸۶ با شمارهٔ ثبت ۲۰۰۸۴ به‌عنوان یکی از آثار ملی ایران به ثبت رسیده است.